# Mężny Pak
Mężny Pak (ros. Храбрый Пак) – radziecki krótkometrażowy film animowany z 1953 roku w reżyserii Jewgienija Rajkowskiego i Władimira Diegtiariowa osnuty na tle koreańskich podań ludowych. Scenariusz napisała Tamara Karawajewa.

## Animatorzy
Boris Diożkin, Tatjana Fiodorowa, Wadim Dołgich, Tatjana Taranowicz, Boris Czani, Władimir Arbiekow, Dmitrij Biełow, Boris Butakow, Fiodor Chitruk, Walentin Łałajanc